# 홍종국
홍종국(洪鍾國, 일본식 이름: 德山善彦도쿠야마 요시히코, 1885년 8월 8일 ~ 1951년 10월 4일)은 일제강점기의 관료로 조선총독부 도 참여관과 조선총독부 중추원 참의를 지냈다. 본적은 충청남도 공주군 우성면이다.

## 약력
- 충청남도 공주 출생
- 1906년 : 사립광성학교 졸업
- 1908년 : 평안북도 도주사
- 1910년 : 평북 도서기
- 1911년 : 경기도 도서기
- 1913년 ~ 1934년 : 경기도 마전, 연천, 시흥, 용인, 양평, 강화, 안성, 양주, 고양 군수
- 1934년 : 강원도 참여관
- 1936년 : 중추원 칙임참의

## 훈포장
- 1912년 : 한국병합기념장
- 1915년 : 다이쇼대례기념장
- 1923년 : 훈6등 서보장
- 1928년 : 훈5등 서보장
- 1929년 : 쇼와대례기념장
- 1934년 : 훈4등 서보장
- 1935년 : 《조선공로자명감》 수록[1]

## 사후
- 2002년 : 친일파 708인 명단 3개 분야 수록 - 조선총독부 사무관, 도 참여관, 중추원
- 2008년 : 민족문제연구소의 친일인명사전 수록예정자 명단 2개 분야 수록 - 중추원, 관료
- 2009년 : 친일반민족행위진상규명위원회가 발표한 친일반민족행위 705인 명단 수록

## 같이 보기
- 조선총독부 중추원

## 참고자료
- 홍종국(洪鍾國) - 국사편찬위원회
- 임종국 (1991년 2월 1일). 〈일제말 친일군상의 실태〉. 《실록 친일파》. 서울: 돌베개. ISBN 8971990368.